# La Châtre
La Châtre là một xã ở tỉnh Indre khu vực trung bộ Pháp. Xã này có diện tích 6,06 km², dân số thời điểm năm 1999 là 4547 người. Khu vực này có độ cao trung bình 606 mét trên mực nước biển.
Đây là nơi sinh của Henri de Latouche và Emile Acollas. André Boillot đã bị tan nạn ở đây năm 1932 và đã qua đời vì chấn thương.